# 重裝武器 (電影)
《重裝武器》（英語：National Lampoon's Loaded Weapon 1，或簡稱）是一部1993年美國戲仿電影，由金·昆塔諾執導並與唐·霍利共同編劇，艾米利奥·艾斯特维兹、山繆·傑克森、喬恩·拉威茨、蒂姆·克里、凱西·愛爾蘭和威廉·薛特納主演。劇情講述兩名洛杉磯警察調查女童子軍餅乾案中的古柯鹼。電影1993年2月5日在美國上映，影評口碑不佳，但票房成功。
該片主要惡搞前三部《致命武器》電影，而其他牽涉作品包括電影《緊急追捕令》（1971年）、《48小時》（1982年）、《終極警探》（1988年）、《沉默的羔羊》（1991年）、《反斗智多星》（1992年）、《第六感追緝令》（1992年）、《第一滴血》系列以及《加州公路巡警》這類的電視劇。

## 演員
- 艾米利奥·艾斯特维兹飾演傑克·柯爾特中士
- 山繆·傑克森飾演韋斯·魯格中士
- 喬恩·拉威茨飾演里克·貝克爾
- 蒂姆·克里飾演拼圖先生
- 凱西·愛爾蘭飾演蒂斯提妮·德米納女士
- 威廉·薛特納飾演柯蒂斯·摩塔斯將軍
- 法蘭克·麥克雷飾演道爾隊長
- 蘭斯·金賽飾演歐文
- 丹尼斯·利瑞飾演邁克·麥克拉肯
- F·莫瑞·亞伯拉罕飾演哈羅德·利徹醫生
- 丹妮拉·妮可萊特飾演黛比·魯格
- 貝弗莉·約翰遜飾演多麗絲·魯格
- 比爾·努恩飾演警察攝影師
- 琳·雪伊飾演證人

客串
- 詹姆斯·督漢飾演史考提
- 埃里克·埃斯特拉德飾演弗朗西斯·龐切萊羅
- 拉里·威爾考克斯飾演喬恩·貝克
- 柯瑞·費德曼飾演年輕警察
- 琥碧·戈柏飾演比莉·約克（未掛名）[4]
- 保爾·格里森飾演FBI探員
- 菲尔·哈特曼飾演戴維斯警官
- 理察·摩爾飾演監獄看守
- J·T·華許飾演前台職員
- 里克·杜科蒙飾演DA#1
- 布魯斯·馬勒飾演DA#2（未掛名）
- 罗伯特·沙耶飾演審訊室人員（未掛名）
- 查理斯·納皮爾和查爾斯·錫福斯飾演審訊者
- 布魯斯·威利飾演約翰·麥克連（未掛名）
- 丹妮絲·理查茲飾演辛蒂
- 艾麗絲·碧斯麗飾演束髮蒂斯提妮
- 喬伊斯·布羅瑟斯飾演法醫
- 克里斯多夫·藍伯特飾演汽車電話的男子（鏡頭刪減）
- 查理·辛飾演格恩

## 外部連結
- 互联网电影数据库（IMDb）上《重裝武器》的资料（英文）
- Box Office Mojo上《重裝武器》的資料（英文）
- 爛番茄上《重裝武器》的資料（英文）